# 土圧
土圧 (どあつ、英語: earth pressure)とは、地盤内における土による圧力のことで、状態によって水平土圧の値が変化する。擁壁に裏込めされた土により，擁壁には土圧が作用する。擁壁が転倒しないように設計を行うためには、土圧の算定が重要となる。

## 土圧と水圧の違い
静止した状態にある水において、ある点における水圧はどの方向からも等しい大きさであり、水の単位体積重量にその点よりも上にある水の高さを乗ずることで得られる。土圧の場合、鉛直方向に関しては土の単位体積重量に深さを乗じた値が土圧となり、これは水と同様である。一方、水平方向は、土の単位体積重量に深さを乗じた値の0.4～0.7倍が土圧となる。土の状態によって水平土圧の値が変わり、それぞれ主働土圧、受働土圧、静止土圧と呼ばれる。

## 土圧の種類
土圧の種類は3つあり、以下の通りである。
主働土圧
鉛直応力が卓越して土が破壊する時の水平土圧
受働土圧
水平応力が卓越して土が破壊する時の水平土圧
静止土圧
地盤内で静止している時の水平土圧
水平土圧と変位の関係は右図の通り。

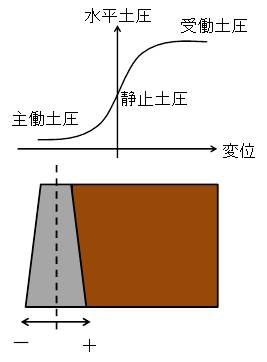
水平土圧と変位の関係

また、地盤の状態はそれぞれ下図の通りである。それぞれ{\displaystyle K_{0}\,\!}、{\displaystyle K_{a}\,\!}、{\displaystyle K_{p}\,\!}は静止土圧係数、主働土圧係数、受働土圧係数である。

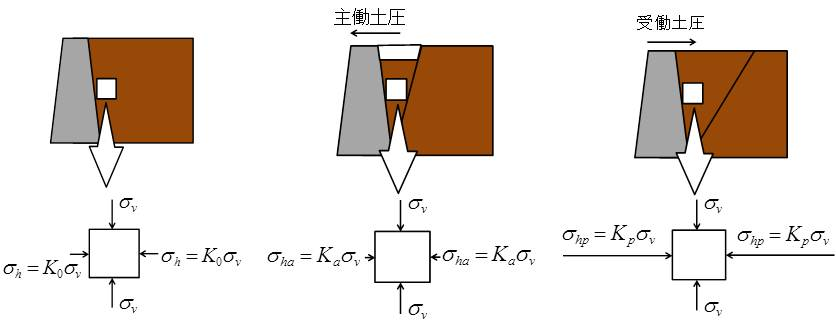
それぞれの地盤の状態

主働土圧と受働土圧の計算方法は2つ存在し、それぞれランキン土圧、クーロン土圧と呼ばれる。

## ランキン土圧

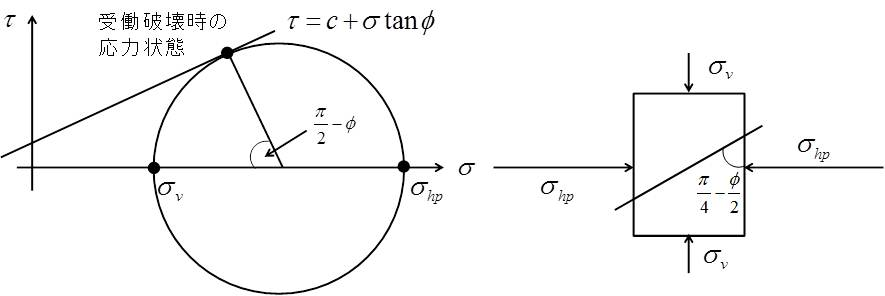
受働土圧の時の地盤の状態

ランキン土圧を算出する時は下記のような仮定を用いている。
1. 擁壁は考えない。(擁壁の摩擦及び形状は考えない。)
2. 塑性平衡状態となる。モールクーロンの破壊基準に従う。

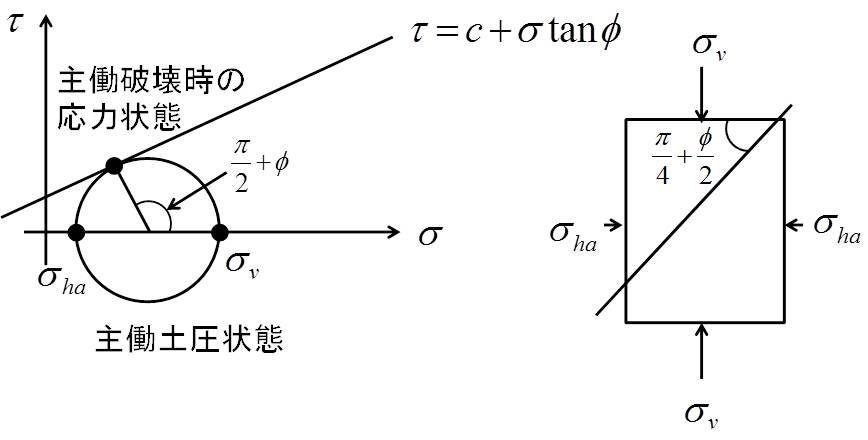
主働土圧の時の地盤の状態

3. 傾斜角を考慮しない。

主働土圧状態
モール・クーロンの破壊規準の主応力表示は下記の通りである。
{\displaystyle \sigma _{1}-\sigma _{3}=2\mathrm {ccos} \phi +(\sigma _{1}+\sigma _{3})\mathrm {sin} \phi \,\!}
主働土圧の時、最大主応力は{\displaystyle \sigma _{v}\,\!}、で最小主応力は{\displaystyle \sigma _{ha}\,\!}、なので、上式に代入すると、以下の式を得る。
{\displaystyle \sigma _{v}-\sigma _{ha}=2\mathrm {ccos} \phi +(\sigma _{v}+\sigma _{ha})\mathrm {sin} \phi \,\!}
上式を{\displaystyle \sigma _{ha}\,\!}について整理する。
{\displaystyle \sigma _{ha}=\sigma _{v}\mathrm {tan} ^{2}\left({\frac {\pi }{4}}-{\frac {\phi }{2}}\right)-2\mathrm {ctan} \left({\frac {\pi }{4}}-{\frac {\phi }{2}}\right)\,\!}
また、主働土圧係数{\displaystyle K_{a}\,\!}を用いて上式を書く。
{\displaystyle \sigma _{ha}=\sigma _{v}K_{a}-2\mathrm {c} {\sqrt {K_{a}}}\,\!}・・・・①
{\displaystyle K_{a}=\mathrm {tan} ^{2}\left({\frac {\pi }{4}}-{\frac {\phi }{2}}\right)\,\!}
受働土圧状態

モール・クーロンの破壊規準の主応力表示は下記の通りである。
{\displaystyle \sigma _{1}-\sigma _{3}=2\mathrm {ccos} \phi +(\sigma _{1}+\sigma _{3})\mathrm {sin} \phi \,\!}
受働土圧の時、最大主応力は{\displaystyle \sigma _{hp}\,\!}、で最小主応力は{\displaystyle \sigma _{v}\,\!}、なので、上式に代入すると、以下の式を得る。
{\displaystyle \sigma _{hp}-\sigma _{v}=2\mathrm {ccos} \phi +(\sigma _{hp}+\sigma _{v})\mathrm {sin} \phi \,\!}
上式を{\displaystyle \sigma _{hp}\,\!}について整理する。
{\displaystyle \sigma _{hp}=\sigma _{v}\mathrm {tan} ^{2}\left({\frac {\pi }{4}}+{\frac {\phi }{2}}\right)-2\mathrm {ctan} \left({\frac {\pi }{4}}+{\frac {\phi }{2}}\right)\,\!}
また、受働土圧係数{\displaystyle K_{p}\,\!}を用いて上式を書く。
{\displaystyle \sigma _{hp}=\sigma _{v}K_{p}-2\mathrm {c} {\sqrt {K_{p}}}\,\!}・・・・・②
{\displaystyle K_{p}=\mathrm {tan} ^{2}\left({\frac {\pi }{4}}+{\frac {\phi }{2}}\right)\,\!}

## クーロン土圧

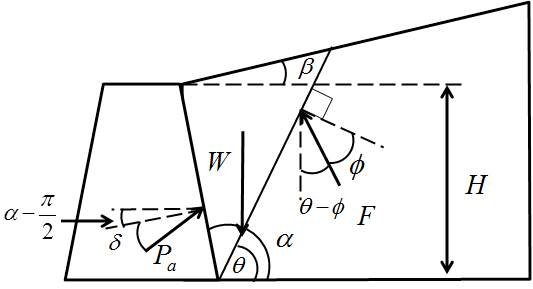
主働土圧の時の地盤の状態

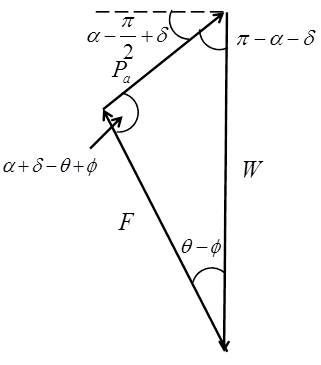
主働土圧の時の連力図

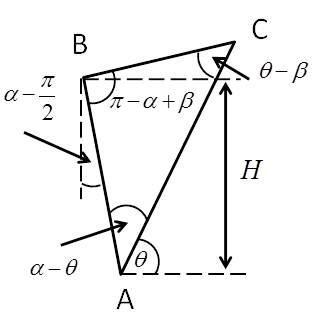
土くさびの面積

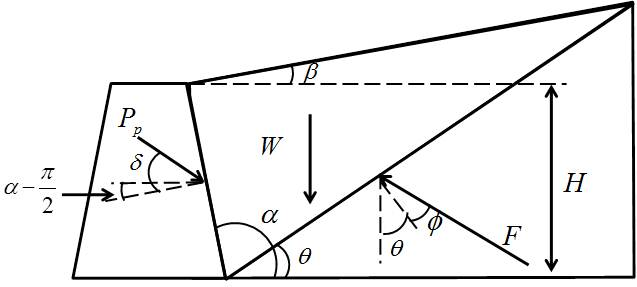
受働土圧の時の地盤の状態

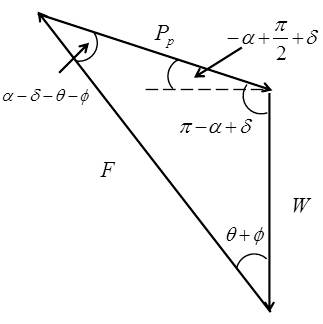
受働土圧の時の連力図

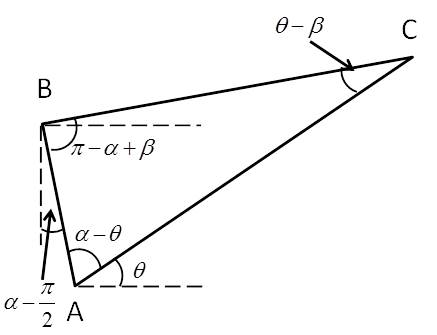
土くさびの面積

クーロン土圧を算出する時は下記のような仮定を用いている。
1. 粘着力の無い砂質土を対象とする
2. 壁体の背後の土の中に直線状の滑り面が生じ、くさび状の土塊が滑り面に沿って動く

クーロン土圧はランキン土圧よりも適用範囲が広く、壁体との摩擦、壁体の傾斜、背後の地表面の傾斜も考慮している。 
主働土圧状態
クーロンの主働土圧計算時の地盤の状態は下図の通りである。

右図を連力図という。土のくさびの重量{\displaystyle W\,\!}は既知。３つ力のベクトルが閉じた 三角形になるように主働土圧の合力{\displaystyle P_{a}\,\!}と滑り面に作用する力{\displaystyle F\,\!}の大きさを決める。その時の{\displaystyle \theta \,\!}が滑り面の角度となる。
(土と壁体の摩擦角{\displaystyle \delta \,\!}と{\displaystyle \phi \,\!}内部摩擦角は既知、{\displaystyle \alpha \,\!}と{\displaystyle \beta \,\!}は土や擁壁の形を決めるものなので既知)
連力図に着目すると、正弦定理より以下の関係式を得る。
{\displaystyle {\frac {W}{\mathrm {sin} (\alpha +\delta -\theta +\phi )}}={\frac {P_{a}}{\mathrm {sin} (\theta -\phi )}}\!}
したがって、{\displaystyle P_{a}\,\!}は以下の通り。
{\displaystyle P_{a}={\frac {W\mathrm {sin} (\theta -\phi )}{\mathrm {sin} (\alpha +\delta -\theta +\phi )}}\!}
{\displaystyle W\,\!}は土の重さなので別途計算する必要がある。
つまり、土塊の体積{\displaystyle V\,\!}を計算し、土の単位体積重量を乗ずればよい。
この時、土の体積は単位奥行きあたりの体積であるので、実質的には土くさびの面積{\displaystyle S\,\!}を求めればよい。
右図より土くさびの面積は以下の通りとなる。

{\displaystyle S={\frac {1}{2}}AB*AC\mathrm {sin} (\alpha -\theta )}
また、正弦定理より以下の関係式を得る。
{\displaystyle {\frac {AB}{\mathrm {sin} (\theta -\beta )}}={\frac {AC}{\mathrm {sin} (\pi -\alpha +\beta )}}={\frac {AC}{\mathrm {sin} (-\alpha +\beta )}}}
辺{\displaystyle AB}を壁体の高さ{\displaystyle H}を用いて表す。
{\displaystyle AB={\frac {H}{\mathrm {sin} \alpha }}}
以上より土くさびの面積は以下の通りである。
{\displaystyle S=V={\frac {H^{2}\mathrm {sin} (\alpha -\theta )\mathrm {sin} (-\alpha +\beta )}{2\mathrm {sin} ^{2}\alpha \mathrm {sin} (\theta -\beta )}}}
したがって、土の重さは以下のように得られる。
{\displaystyle W={\frac {\gamma _{t}H^{2}\mathrm {sin} (\alpha -\theta )\mathrm {sin} (-\alpha +\beta )}{2\mathrm {sin} ^{2}\alpha \mathrm {sin} (\theta -\beta )}}}
つまり、クーロンの主働土圧は以下のように導かれる。
{\displaystyle P_{a}={\frac {\gamma _{t}H^{2}\mathrm {sin} (\alpha -\theta )\mathrm {sin} (-\alpha +\beta )\mathrm {sin} (\theta -\phi )}{2\mathrm {sin} ^{2}\alpha \mathrm {sin} \theta -\beta )\mathrm {sin} (\alpha +\delta -\theta +\phi )}}}
{\displaystyle \theta \,\!}の最適解は極限定理の上界定理の考え方から{\displaystyle P_{a}\,\!}を最大とする時の{\displaystyle \theta \,\!}となる。
すなわち、以下の関係を満たす時の{\displaystyle \theta \,\!}が最適解となり、その時の{\displaystyle P_{a}\,\!}がクーロンの主働土圧となる。
{\displaystyle {\frac {\partial P_{a}}{\partial \theta }}=0}
クーロンの主働土圧は以下の通りである。
{\displaystyle P_{a}={\frac {1}{2}}\gamma _{t}K_{a}H^{2}\,\!}
{\displaystyle K_{a}={\frac {\mathrm {sin} ^{2}(\phi -\alpha )}{\mathrm {sin} ^{2}\alpha \mathrm {sin} (\alpha +\delta )\left[1+{\sqrt {\frac {\mathrm {sin} (\phi -\beta )\mathrm {sin} (\phi +\delta )}{\mathrm {sin} (\alpha -\beta )\mathrm {sin} (\alpha +\delta )}}}\right]^{2}\,}}\,\!}
受働土圧状態
クーロンの受働土圧計算時の地盤の状態は下図の通りである。

主働土圧と同様に連力図を用いて解く。正弦定理より以下の関係式を得る。

{\displaystyle {\frac {W}{\mathrm {sin} (\alpha -\delta -\theta -\phi )}}={\frac {P_{p}}{\mathrm {sin} (\theta +\phi )}}\!}
したがって、{\displaystyle P_{p}\,\!}は以下の通り。
{\displaystyle P_{p}={\frac {W\mathrm {sin} (\theta +\phi )}{\mathrm {sin} (\alpha -\delta -\theta -\phi )}}\!}
また、右図より土くさびの面積は以下の通りとなる。
{\displaystyle S={\frac {1}{2}}AB*AC\mathrm {sin} (\alpha -\theta )}
また、正弦定理より以下の関係式を得る。
{\displaystyle {\frac {AB}{\mathrm {sin} (\theta -\beta )}}={\frac {AC}{\mathrm {sin} (\pi -\alpha +\beta )}}={\frac {AC}{\mathrm {sin} (-\alpha +\beta )}}}
辺{\displaystyle AB}を壁体の高さ{\displaystyle H}を用いて表す。
{\displaystyle AB={\frac {H}{\mathrm {sin} \alpha }}}
以上より土くさびの面積は以下の通りである。
{\displaystyle S=V={\frac {H^{2}\mathrm {sin} (\alpha -\theta )\mathrm {sin} (-\alpha +\beta )}{2\mathrm {sin} ^{2}\alpha \mathrm {sin} (\theta -\beta )}}}
したがって、土の重さは以下のように得られる。
{\displaystyle W={\frac {\gamma _{t}H^{2}\mathrm {sin} (\alpha -\theta )\mathrm {sin} (-\alpha +\beta )}{2\mathrm {sin} ^{2}\alpha \mathrm {sin} (\theta -\beta )}}}
つまり、クーロンの受働土圧は以下のように導かれる。
{\displaystyle P_{p}={\frac {\gamma _{t}H^{2}\mathrm {sin} (\alpha -\theta )\mathrm {sin} (-\alpha +\beta )\mathrm {sin} (\theta +\phi )}{2\mathrm {sin} ^{2}\alpha \mathrm {sin} (\theta -\beta )\mathrm {sin} (\alpha -\delta -\theta -\phi )}}}
{\displaystyle \theta \,\!}の最適解は極限定理の上界定理の考え方から{\displaystyle P_{p}\,\!}を最大とする時の{\displaystyle \theta \,\!}となる。
すなわち、以下の関係を満たす時の{\displaystyle \theta \,\!}が最適解となり、その時の{\displaystyle P_{p}\,\!}がクーロンの受働土圧となる。
{\displaystyle {\frac {\partial P_{p}}{\partial \theta }}=0}
クーロンの受働土圧は以下の通りである。
{\displaystyle P_{p}={\frac {1}{2}}\gamma _{t}K_{p}H^{2}\,\!}
{\displaystyle K_{p}={\frac {\mathrm {sin} ^{2}(\phi -\alpha )}{\mathrm {sin} ^{2}\alpha \mathrm {sin} (\alpha -\delta )\left[1-{\sqrt {\frac {\mathrm {sin} (\phi +\beta )\mathrm {sin} (\phi +\delta )}{\mathrm {sin} (\alpha -\beta )\mathrm {sin} (\alpha -\delta )}}}\right]^{2}\,}}\,\!}

## ランキン土圧とクーロン土圧の相違
ランキン土圧における仮定は、以下の通りである。
{\displaystyle \alpha ={\frac {\pi }{2}},\beta =0,\delta =0\,\!}
この時主働土圧および、受働土圧は以下のように得られる。
主働土圧
{\displaystyle P_{a}={\frac {\gamma _{t}H^{2}\mathrm {cos} (\theta )\mathrm {sin} (\theta -\phi )}{2\mathrm {sin} \theta \mathrm {cos} (\theta -\phi )}}\,\!}
先ほどと同様に上界定理を用いる。
{\displaystyle {\frac {\partial P_{a}}{\partial \theta }}=0}
この方程式を解くと、{\displaystyle \theta \,\!}は次のように得られる。
{\displaystyle \theta ={\frac {\pi }{4}}+{\frac {\phi }{2}}\,\!}
この時の主働土圧は次のように得られる。
{\displaystyle P_{a}={\frac {1}{2}}\gamma _{t}K_{a}H^{2}\,\!}
{\displaystyle K_{a}=\mathrm {tan} ^{2}\left({\frac {\pi }{4}}-{\frac {\phi }{2}}\right)\,\!}
受働土圧
{\displaystyle P_{p}={\frac {\gamma _{t}H^{2}\mathrm {cos} (\theta )\mathrm {sin} (\theta +\phi )}{2\mathrm {sin} \theta \mathrm {cos} (\theta +\phi )}}\,\!}
先ほどと同様に上界定理を用いる。
{\displaystyle {\frac {\partial P_{p}}{\partial \theta }}=0}
この方程式を解くと、{\displaystyle \theta \,\!}は次のように得られる。
{\displaystyle \theta ={\frac {\pi }{4}}-{\frac {\phi }{2}}\,\!}
この時の受働土圧は次のように得られる。
{\displaystyle P_{p}={\frac {1}{2}}\gamma _{t}K_{p}H^{2}\,\!}
{\displaystyle K_{p}=\mathrm {tan} ^{2}\left({\frac {\pi }{4}}+{\frac {\phi }{2}}\right)\,\!}
ランキン土圧とクーロン土圧は一見違う理論のように見えるが、実は同じである。ただし、適用できる対象がやや異なるので下に表にしてまとめた。
|              | 壁体との摩擦 | 壁体の形   | 地盤の形   | 土材料                      | 土の内部摩擦 |
| ------------ | ------------ | ---------- | ---------- | --------------------------- | ------------ |
| ランキン土圧 | 考慮しない   | 考慮しない | 考慮しない | c,{\displaystyle \phi }材   | 考慮する     |
| クーロン土圧 | 考慮する     | 考慮する   | 考慮する   | {\displaystyle \phi }材のみ | 考慮する     |